# Sikorsky S-61R
Sikorsky S-61R — вертоліт із двома двигунами, який використовують як транспорт або як пошуково-рятувальний. Подальша розробка версії S-61/SH-3 Sea King, S-61R також будувала за ліцензією компанія Agusta під назвою AS-61R. S-61R знаходився на службі ВПС США під назвою CH-3C/E Sea King та HH-3E Jolly Green Giant, а у береговій охороні під назвою HH-3F «Pelican».

## Розробка

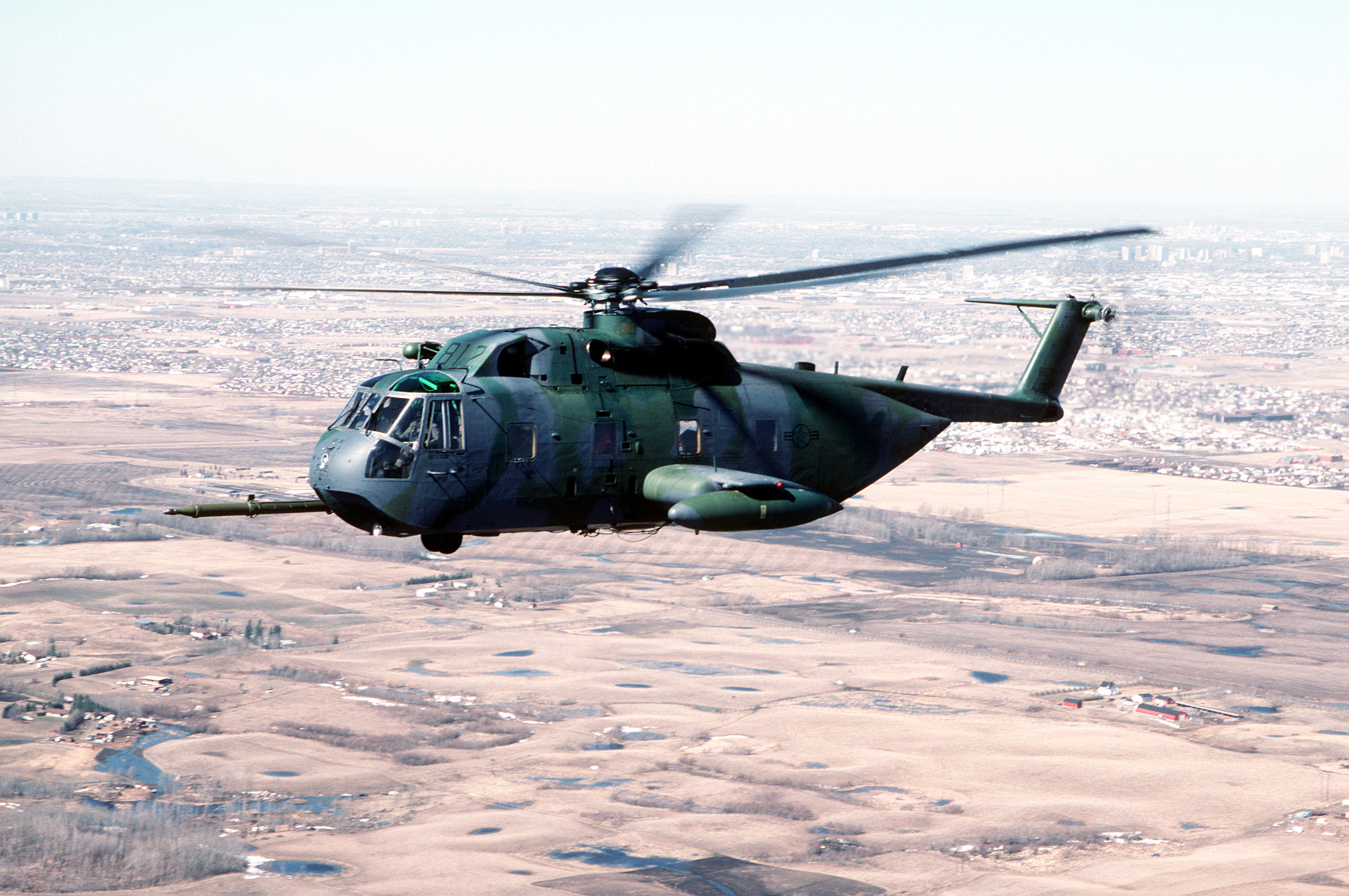
Вертоліт ВПС США HH-3E Jolly Green Giant над Канадою.

Sikorsky S-61R є подальшим розвитком моделі S-61/SH-3 Sea King. Він має перероблений фюзеляж з кормовою рампою, герметичний корпус замість човноподібного у S-61 і триопорне шасі. Фюзеляж було використано компанією Sikorsky для більших варіантів CH-53 і пізніше для S-92.
Sikorsky розробив і побудував прототип S-61R як приватну ініціативу, перший політ якого відбувся у 1963. Під час розробки, ВПС США замовили вертоліт який отримав назву CH-3C. ВПС використовували CH-3C для рятування збитих пілотів. Варіант CH-3E з більш потужними двигунами з'явився у 1965.
Пізніше з'явився варіант HH-3E, було побудовано 8 екземплярів, і усі 50 CH-3E були перероблені на цей стандарт. Відомий під назвою Jolly Green Giant, HH-3E був оснащений бронею, паливними баками які самозатягуються, висувною штангою для дозаправки у повітрі, скидними зовнішніми паливними баками, високошвидкісною лебідкою та іншим спеціалізованим обладнанням.
У 1965 берегова охорона замовила версію під назвою HH-3F Sea King (більш відома під назвою «Pelican») для порятунку на морі за будь-якої погоди. «Пелікан» мав пошуковий радар із носовою антеною, обтічник якої було переміщено у корму і можливістю сідати на землю.
Італійська компанія Agusta побудувала ліцензійний варіант S-61R, названий AS-61R. Agusta випустила 22 вертольоти для ВПС Італії. Компанія завила, що може відновити виробництво протягом 36 місяців вертольотів AS-61.

## Історія використання

### Сполучені штати

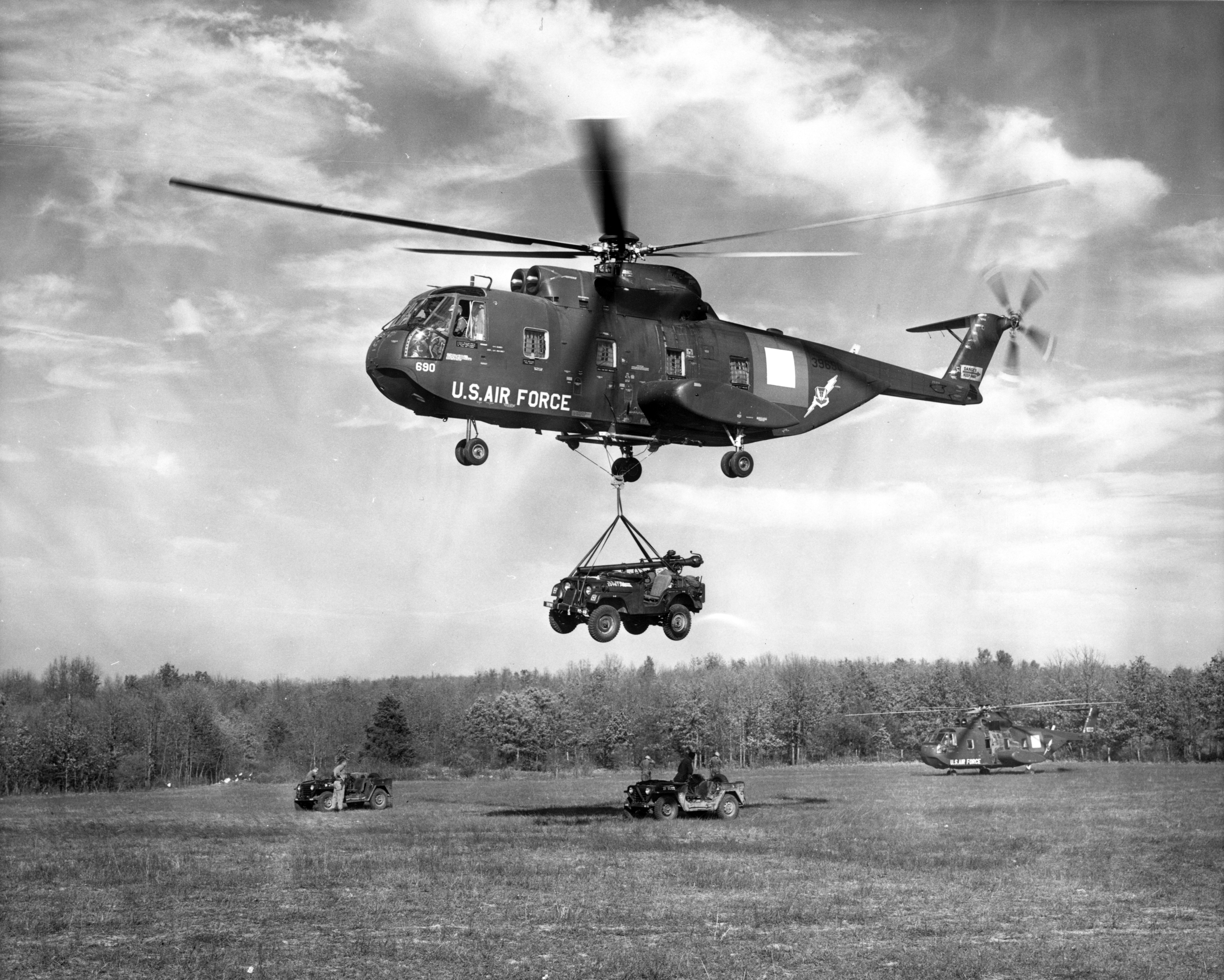
Вертоліт CH-3C протягом 1960.

Варіанти ВПС США служили у чисельних ескадрильях з рятування, а також у підрозділах які рятували космонавтів, ескадрильях відновленнях Військового Вертолітного Командування (MAC), рятувальних ескадрильях Бойового повітряного командування (ACC) та у більшості командних підрозділах ВПС США по всьому світі. Вертольоти також використовували у чисельних рятувальних ескадрильях Резерву повітряних сил і Повітряних силах Національної гвардії. Усі вертольоти ВПС HH-3E були списані у 1990-х і були замінені на HH-60G Pavehawk.
HH-3F Pelican був надійною робочою конячкою берегової охорони США наприкінці 1960-х до списання наприкінці 1990-х. Усі HH-3F було замінено на HH-60J Jayhawk і всі ці вертольоти було оновлено до версії MH-60T Jayhawk.

#### Трансатлантичний переліт
У період з 31 травня по 1 червня 1967, два вертольоти HH-3E ВПС США зробили перший безпосадковий переліт через Атлантичний океан. Вирушивши у ранні часи з Нью-Йорку два вертольоти прибули у 1967 на виставку у Ле Бурже через 30 годин 46 хвилин польоту. Переліт потребував 9 дозаправок у польоті. Обидва вертольоти були пізніше втрачені під час бойових дій Південно-східній Азії у 1969 та 1970.

#### Нагороди
Через особливість бойових операцій, особливо у Південно-східній Азії, багато екіпажів H-3 отримали почесті і нагороди. Найвищою американською військовою нагородою, Медаллю Пошани, було нагороджено капітана Геральда Янга, ВПС США, 9 листопада 1967. Янг пілотував вертоліт HH-3E, AF серійний номер 66-13279, з 37-ї пошуково-рятувальною аерокосмічної ескадрильї у спробі врятувати розвідувальну групу спеціальних сил армії США яка втрапила під ворожий вогонь у Лаосі. Коли його вертоліт було збито, він вибрався з-під охоплених полум'ям уламків і, не зважаючи на поранення, протягом 17 годин ухилявся від потрапляння до полону  до того як його врятували. Завдяки зусиллям капітана Янга, ті хто вижив у падінні, а також загиблі були пізніше врятовані.

### Італія

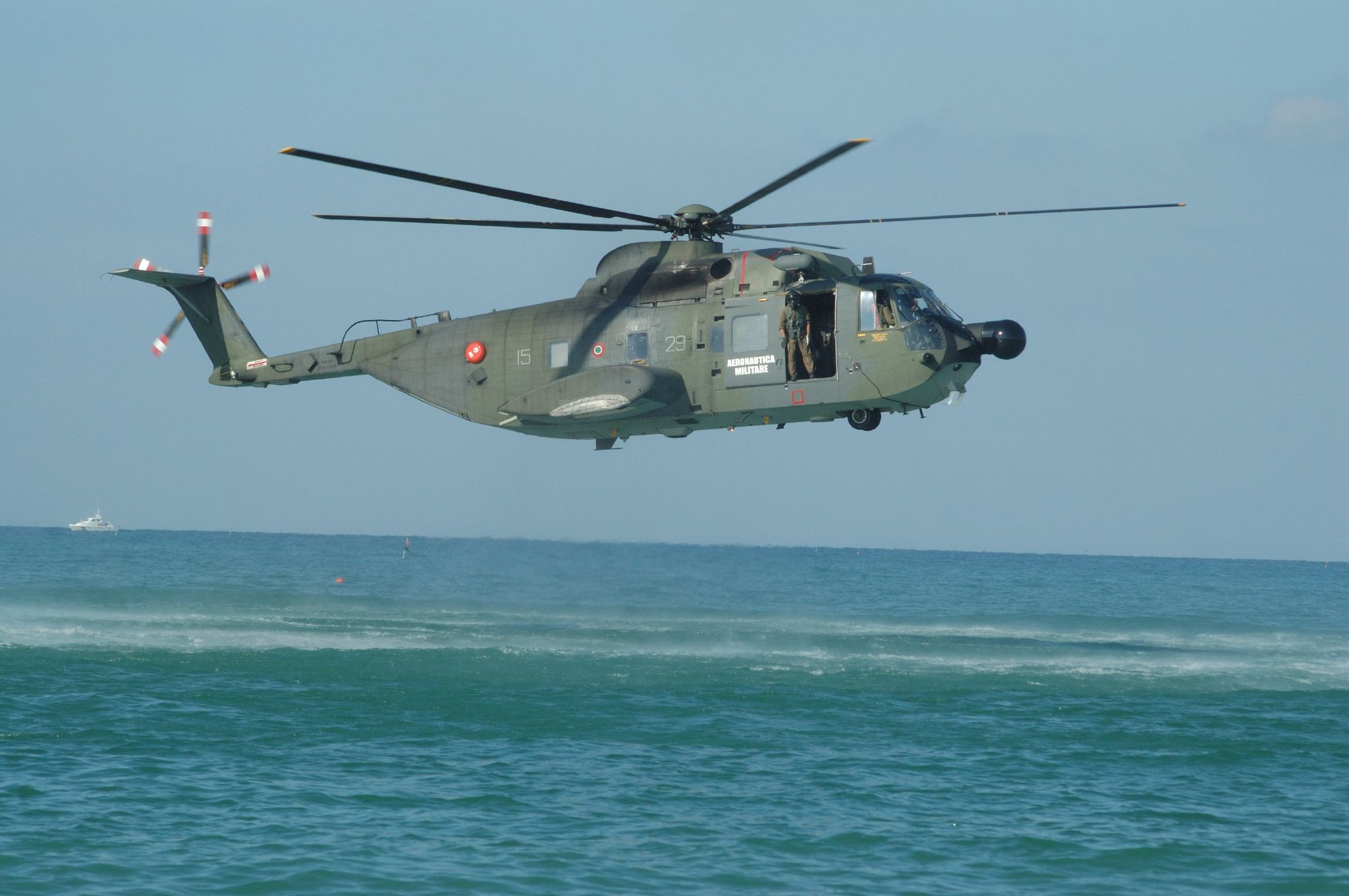
Вертоліт HH-3F ВПС Італії

Італійська компанія Agusta почала випуск у 1974 і поставили 22 вертольоти для заміни Grumman HU-16 Albatross який використовували для пошуково-рятувальних операцій ()ПРО на морі. Італійський вертоліт AS-61R виконував пошуково-рятувальні операції під назвою HH-3F у мирний час і C/SAR (Combat SAR) у воєнний час. Усі вертольоти розділені на 5 підрозділів 15° Stormo Stefano Cagna і розташовані на 4 базах по Італії.
З 1993 15° Stormo почали виконувати завдання по евакуації цивільних під час природних катастроф і стихійних лих в Італії. 15º Stormo також використовували у ПРО у ворожих зонах у кількох операціях де використовувалися ВПС Італії — Сомалі, Албанія, Боснія, Косово, Ірак і Афганістан.
ВПС Італії списали вертольоти HH-3F 26 вересня 2014 замінивши їх на вертольоти AgustaWestland AW139

## Варіанти

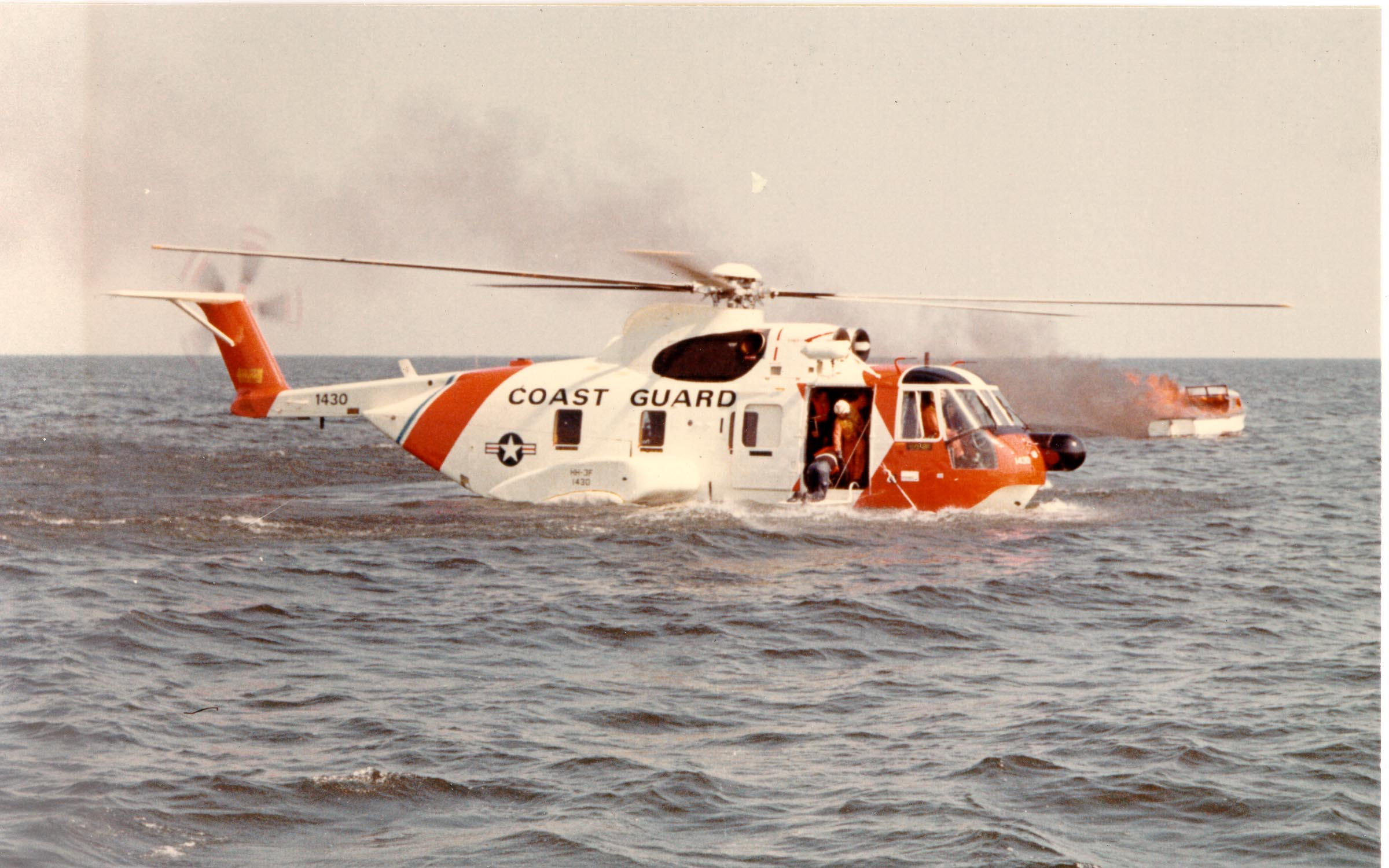
Вертоліт берегової оборони США HH-3F Pelican на воді, демонструє свої амфібійні можливості. Це був також перший HH-3F поставлений береговій охороні.

S-61RВійськовий транспортний вертоліт, нумерація компанії Сікорський.
HR3S-1
Пропонований КМП транспортний вертоліт, скасовано
S-61R-10
Робочий прототип Сікорського, піднявся у повітря 17 червня 1963.
S-61R-12
Один вертоліт створений за стандартами HH-3F для ВПС Аргентини.
CH-3CТранспортний військовий вертоліт дальнього радіуса дії для ВПС США, побудовано 75.
CH-3EТранспортний військовий вертоліт дальнього радіуса дії для ВПС США, побудовано 45.
HH-3E Jolly Green GiantПошуково-рятувальний вертоліт дальнього радіуса дії для ВПС США, побудовано 10 і перероблено з CH-3E.
MH-3EВерсія для спеціальних операцій ВПС США.
VH-3EТранспорт для VIP-осіб ВПС США.
HH-3F «Pelican»Пошуково-рятувальний вертоліт дальнього радіуса дії для берегової охорони, побудовано 40.
AS-61R (HH-3F Pelican)Пошуково-рятувальний вертоліт будувався з 1974 за ліцензією в Італії компанією Agusta, побудовано 22.

## Оператори

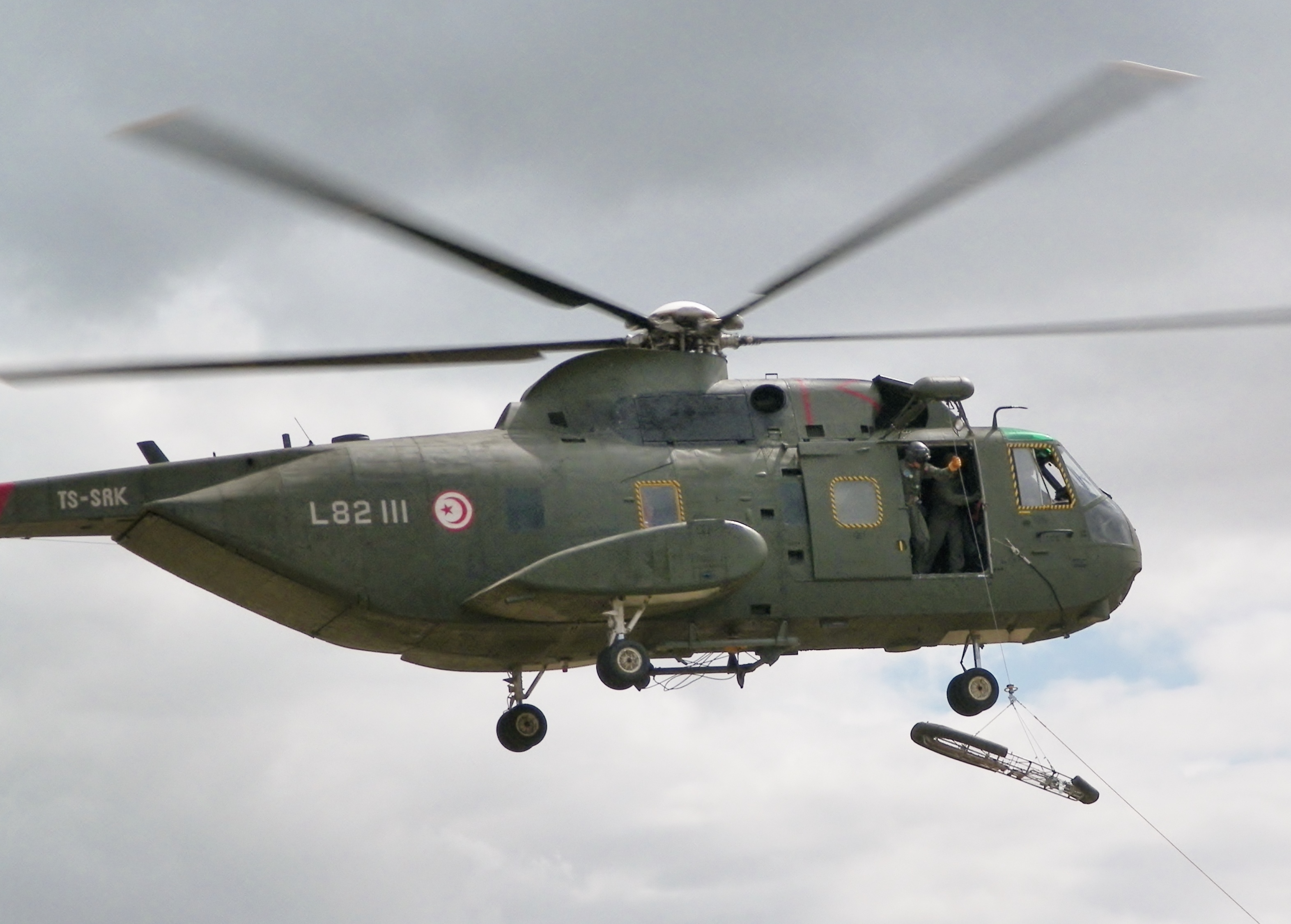
Туніський вертоліт HH-3 під час тренуваннь з рятування у Бізерті

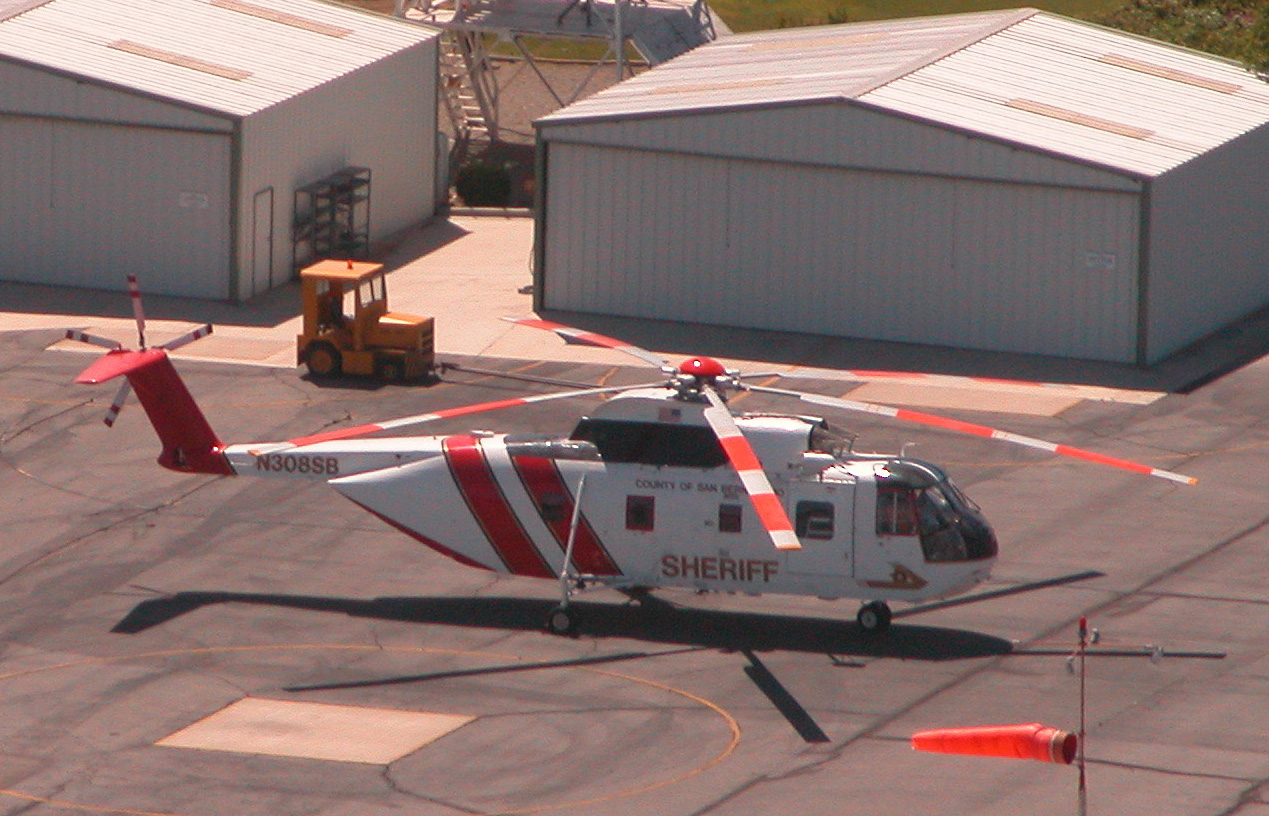
CH-3E s/n 63-9691 Департаменту шерифа округу Сан-Бернардіно Ріалто, Каліфорнія

### Військові оператори
Туніс
- Повітряні сили Тунісу[10]

### Цивільні оператори
США
- Carson Helicopters[11]
- Erickson[12]

### Колишні оператори
Аргентина
- Повітряні сили Аргентини[13][14]

 Італія
- Повітряні сили Італії[9][15]

 США
- Департамент шерифу округу Сан-Бернардіно[16]
- Повітряні сили США[17][18]
- Берегова охорона США[19]

## Вертольоти-пам'ятники

### Аргентина
- S-61R-12 H-02 колишній президентський вертоліт у Національному музеї аеронавтики у Мороні, Аргентина[20]

### США
- CH-3E AF Ser. No. 62-12578 знаходиться на зберіганні у Повітряному музеї Янкі у Чино, Каліфорнія[21]
- CH-3E AF Ser. No. 62-12581 на виставці авіабази Едвардс, Каліфорнія
- CH-3E AF Ser. No. 63-9676 у Національному музеї повітряних сил США, на авіабазі Райт-Паттерсон, Огайо[22]
- CH-3E AF Ser. No. 65-5690 в Аерокосмічному музеї Каліфорнії, аеропорт Макклін (колишня авіабаза Макклін), Сакраменто, Каліфорнія[23]
- CH-3E AF Ser. No. 65-0799 на виставці авіабази Девіс-Монтен, Аризона, але демонструється з хвостовим номером/AF Ser. No. 65-5692, Позивний PONY 12.
- HH-3E AF Ser. No. 64-14232 на виставці авіабази Кіртланд, Нью-Мексико.
- HH-3E AF Ser. No. 65-12784 у Польовому повітряному парку Гарлбарт, Гарлбарт Філд, Флорида[24]
- HH-3E AF Ser. No. 65-12797 у Каролінському Авіаційному музеї, міжнародний аеропорт Шарлотт Дуглас, Шарлотт, Північна Кароліна
- HH-3E AF Ser. No. 66-13290, на якому Ліланд Т. Кеннеді отримав перший з двох своїх Хрестів Повітряних сил, на виставці бази Національної гвардії Фресіс С. Габрескі, Нью-Йорк
- HH-3E AF Ser. No. 67-14703 у експозиції Музею Авіації, авіабаза Робінсон, Джорджія[25]
- HH-3F USCG 1455 у залі авіаційної слави Нью-Джерсі, Тетерборо, Нью-Джерсі
- HH-3F USCG 1476 в експозиції музею. Pima Air & Space, поруч з авіабазою Девіс-Монтен у Туксоні, Аризона[26]
- HH-3F USCG 1484 виступає гостьовою спальнею на курорті Вінвіан у Моррісі, Коннектикут
- HH-3F USCG 1486 у Національному музеї військово-морської авіації, військово-морська база Пенсакола, Флорида[27]

## Льотно-технічні характеристики (HH-3E)
Джерело: Evergreen, Globalsecurity
Основні характеристики
- Екіпаж: 3
- Пасажиромісткість: 28 пасажирів
- Довжина: 22,3 м
- Висота: 5,51 м
- Діаметр несучого гвинта: 18,9 м

- Маса порожнього: 6051 кг
- Максимальна злітна маса: 10000 кг
- Силова установка: 2 × турбовальний General Electric T58-10  1500 кс ( 1119 кВт)
- Повітряний гвинт: 5 лопатей

Льотні характеристики
- Практична дальність: 1254 км
- Швидкопідйомність: 400-670 м/хв

Озброєння
- Різне обладнання в залежності від країни-оператора
- Різне кулеметно-гарматне обладнання для дверей